# Autopista A2 (Lituania)
La Autopista A2 (Lituania) enlaza la capital del país, Vilna, con la ciudad de Panevėžys. Su longitud es de unos 130 kilómetros, lo que la hace la tercera autopista más larga de Lituania, por detrás de la A1 y la A12. Se completó primero el tramo Vilna-Ukmergė y luego se alargó hasta Panevėžys. La Autopista A2 consta de 4 carriles. Su código de ruta europeo es E272.
- Datos: Q429416
- Multimedia: Greitkelis A2 / Q429416